# قسم بيرتاج الريفي (مقاطعة بيجار)
قسم بیرتاج الريفي (بالفارسية: دهستان پیرتاج) هي منطقة سكنية تقع في إيران في ناحية جنغ الماس. يقدر عدد سكانها بـ 6,379 نسمة .